# Rinkovec
Rinkovec is een plaats in de gemeente Bednja in de Kroatische provincie Varaždin. De plaats telt 318 inwoners (2001).